# Triada Carneya
Triada Carneya (ang. Carney triad) – bardzo rzadki zespół objawów, charakteryzujący się występowaniem mnogich nowotworów. Składają się na nią:
- mięsak podścieliskowy żołądka (GIST)
- chrzęstniak płuca
- przyzwojak pozanadnerczowy[1].

Występuje pod postacią pełnej triady Carneya (występują wszystkie 3 składowe) lub niepełnej triady (co najmniej 2 składowe). Istnieją rozbieżne doniesienia co do częstości występowania zespołu. Według jednych danych, do tej pory opisano na świecie 30 przypadków pełnego zespołu i około 100 niepełnych. Inne publikacje donoszą o liczbie 57 przypadków lub 79 przypadków.
Zespół został po raz pierwszy opisany w 1977 przez Aidana Carneya z Mayo Clinic. Jest stwierdzany w 80% u kobiet, zwłaszcza młodych (wiek 10-30 lat). Do tej pory nie poznano postulowanego genetycznego tła choroby. W 2004 i 2006 przeprowadzono badanie genomu chorych z triadą Carneya, lecz nie wykazano żadnych nieprawidłowości.